# Colus kroyeri
Colus kroyeri är en snäckart som först beskrevs av Moller 1842.  Colus kroyeri ingår i släktet Colus och familjen valthornssnäckor. Inga underarter finns listade i Catalogue of Life.